# Carter Smith
Carter Smith (* 6. září 1971) je americký filmový režisér a módní fotograf. Pochází z Maine a v roce 1989, po dokončení střední školy, se usadil v New Yorku. Krátce studoval na Fashion Institute of Technology, později se však rozhodl rozvíjet kariéru. Fotografoval řadu osobností, mezi něž patří například herečka Jennifer Aniston, hudebník John Cale, herec Joe Manganiello nebo modelka Erin Wasson. Jeho fotografie byly publikovány mimo jiné v časopisech Arena Homme +, GQ, Vogue a W. Režijní kariéru zahájil v roce 1998 jedenáctiminutovým snímkem Me and Max. Jeho prvním celovečerním filmem je horor Ruiny (2008). Roku 2014 natočil film Jamie Marks Is Dead (2014). Otevřeně se hlásí ke své homosexuální orientaci.